# Système cristallin trigonal

Représentation d'une maille rhomboédrique dans un réseau hexagonal.

En cristallographie, le système cristallin trigonal est l'une des sept catégories de classement des cristaux dans l'espace tridimensionnel sur la base de leurs symétries morphologiques et de leurs propriétés physiques. Il regroupe les cristaux de symétries 3, 3, 32, 3m et 3m, selon la notation d'Hermann-Mauguin. C'est le seul système cristallin de l'espace tridimensionnel qui repose sur deux réseaux de Bravais distincts : le système réticulaire hexagonal, dont la maille a des paramètres cristallins a = b (c indépendant) avec α = β = 90° et γ = 120°, et le système réticulaire rhomboédrique, dont la maille à les paramètres cristallins a = b = c, avec les angles α = β = γ ≠ 90°. Le système réticulaire hexagonal étant également sous-jacent au système cristallin hexagonal, ce dernier forme, avec le système cristallin trigonal, la famille cristalline hexagonale.
| Réseau de Bravais  | Hexagonal | Rhomboédrique |
| ------------------ | --------- | ------------- |
| Symbole de Pearson | hP        | hR            |
| Maille cristalline | Hexagonal | Rhomboédrique |

Un système cristallin est caractérisé par des éléments de symétrie caractéristiques, ici un axe de rotation ternaire, 3 ou 3.

## Liste des groupes ponctuels

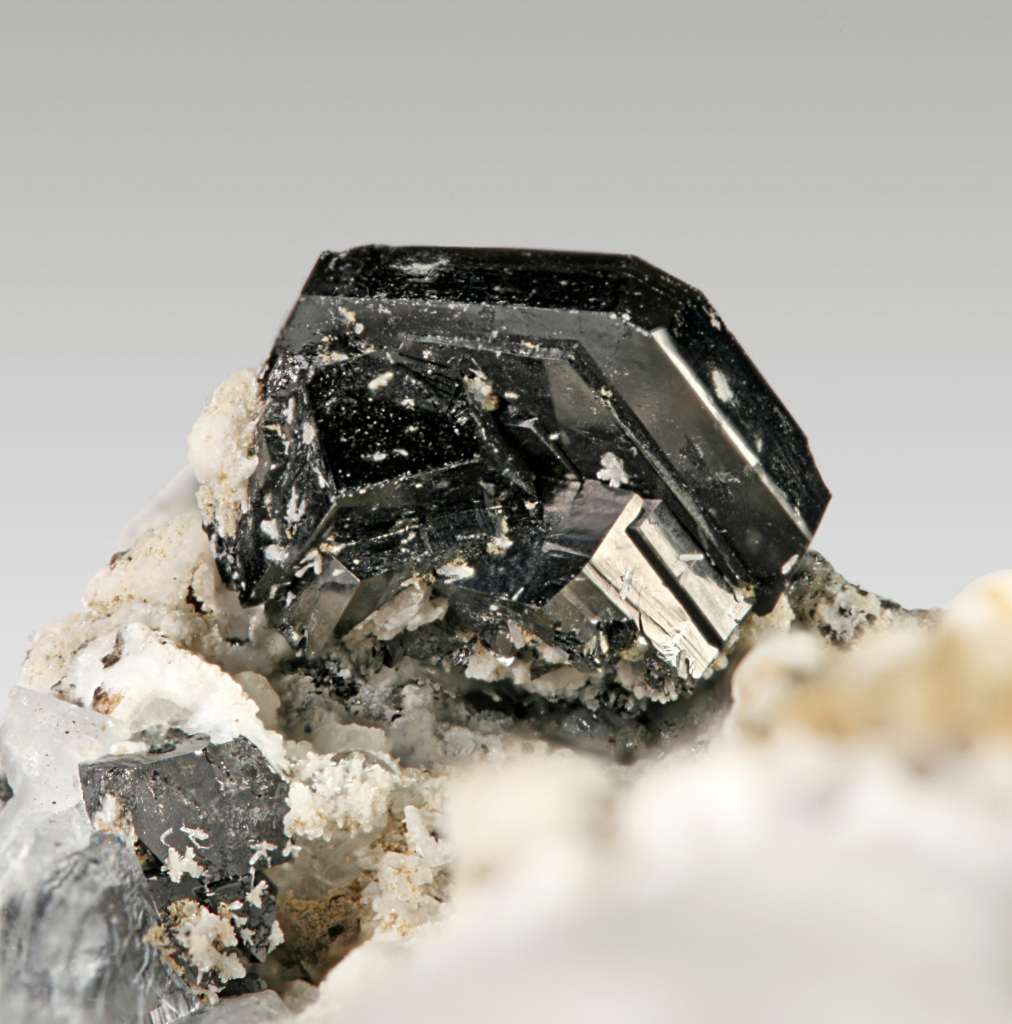
Ilménite du mont Saint-Hilaire, au Québec.

Les cinq groupes ponctuels qui se trouvent dans ce système cristallin sont listés ci-dessous, suivis par leurs représentations dans la notation internationale de Hermann-Mauguin et celle de Schonflies, avec quelques exemples de minéraux et les 25 groupes d'espace associés (7 ont une maille élémentaire rhomboédrique (R) et 18 une maille élémentaire hexagonale (P)).
| N°      | Groupe ponctuel            | Groupe ponctuel | Groupe ponctuel | Groupe ponctuel | Groupe ponctuel | Exemples                                                  | Groupe d'espace                        | Groupe d'espace |
| N°      | Classe (Groth)             | Intl            | Schoenflies     | Orbifold        | Coxeter         | Exemples                                                  | Hexagonal                              | Rhomboédrique   |
| ------- | -------------------------- | --------------- | --------------- | --------------- | --------------- | --------------------------------------------------------- | -------------------------------------- | --------------- |
| 143-146 | Trigonale-pyramidale       | 3               | C3              | 33              | [3]+            | Carlinite, Jarosite                                       | P3, P31, P32                           | R3              |
| 147-148 | Rhomboédrique              | 3               | S6              | 3×              | [2+,6+]         | Dolomite, Ilménite                                        | P3                                     | R3              |
| 149-155 | Trigonale-trapézoédrique   | 32              | D3              | 223             | [2,3]+          | Abhurite, Quartz, Cinabre                                 | P312, P321, P3112, P3121, P3212, P3221 | R32             |
| 156-161 | Ditrigonale-pyramidale     | 3m              | C3v             | *33             | [3]             | Schorl, Cérite, Tourmaline, Alunite, Tantalate de lithium | P3m1, P31m, P3c1, P31c                 | R3m, R3c        |
| 162-167 | Ditrigonale-scalénoédrique | 3m              | D3d             | 2*3             | [2+,3]          | Antimoine, Hématite, Corindon, Calcite                    | P31m, P31c, P3m1, P3c1                 | R3m, R3c        |

## Famille cristalline hexagonale

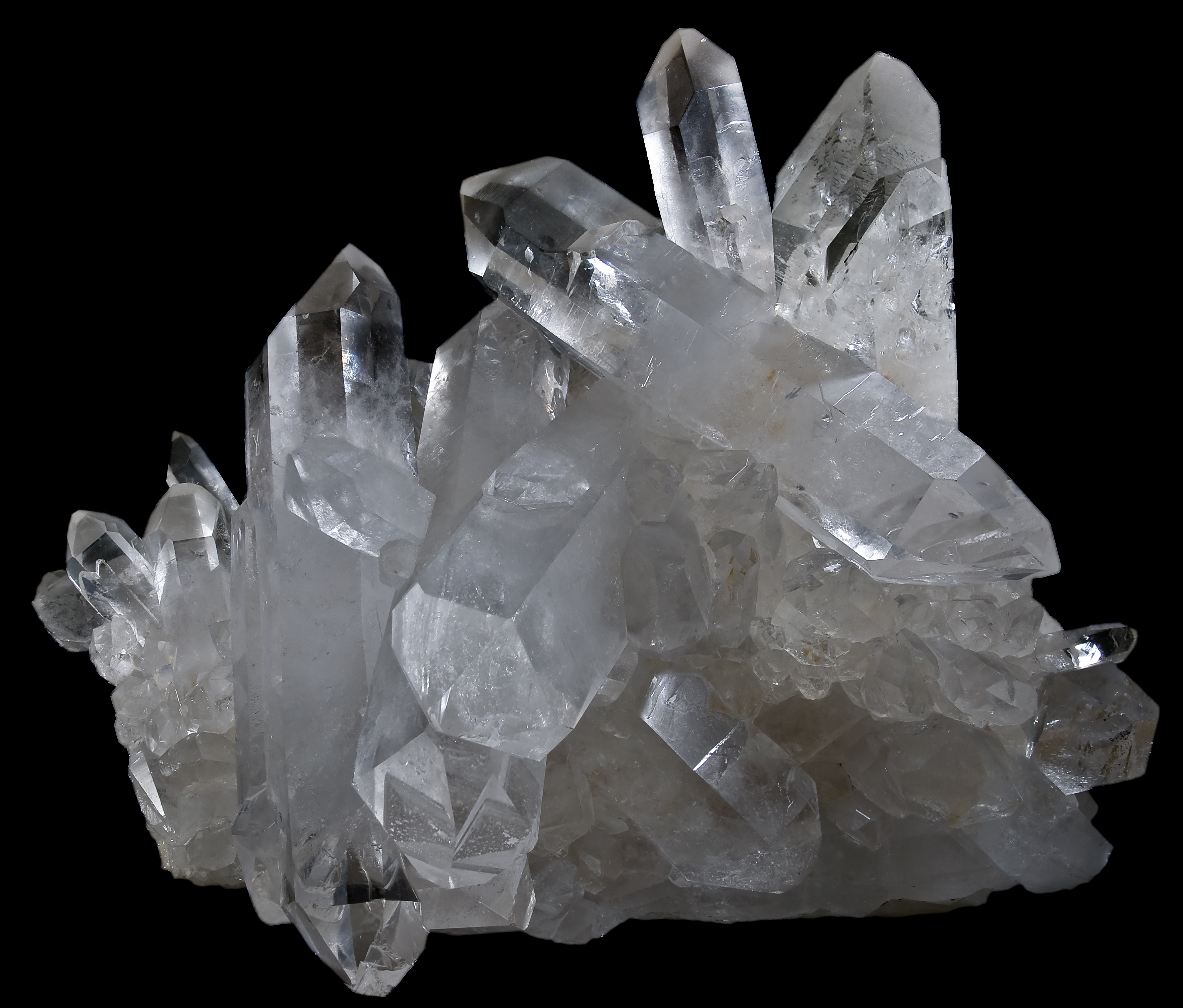
Quartz du Minas Gerais, au Brésil.

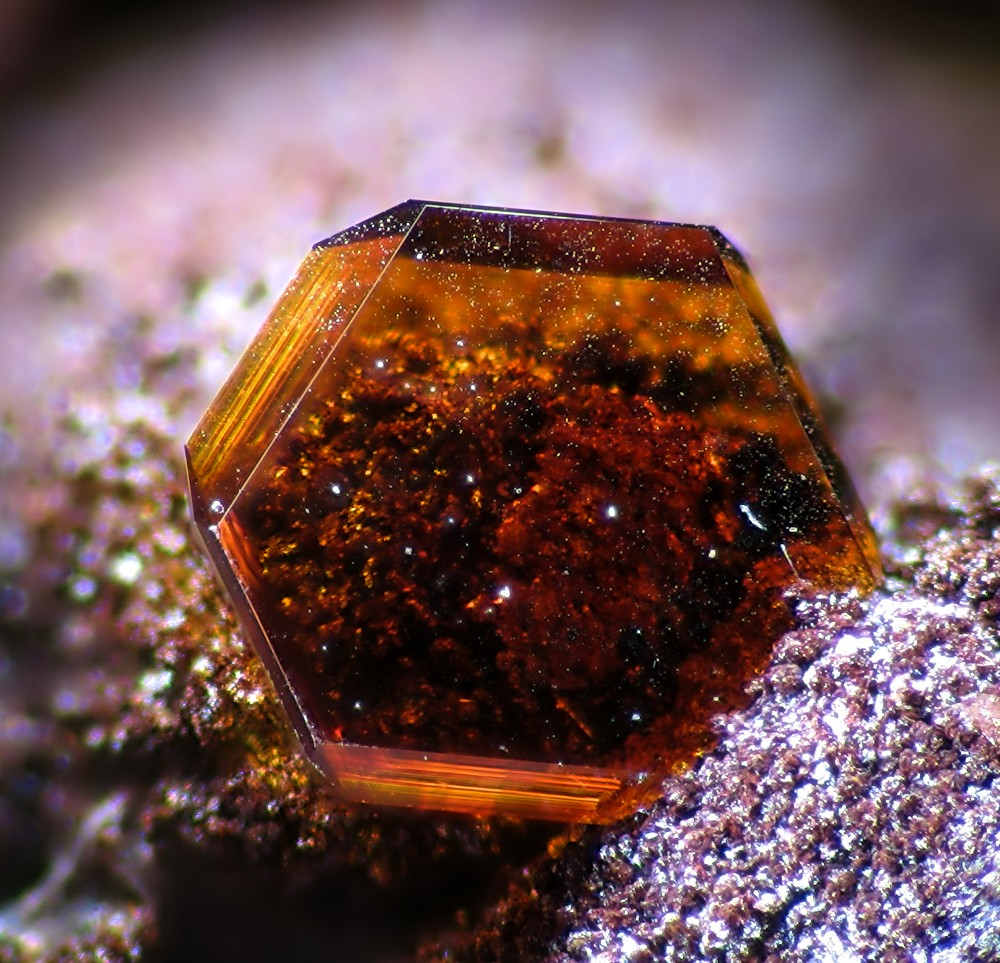
Jarosite de Cuevas del Almanzora, en Andalousie (Espagne).

La famille cristalline hexagonale est constituée des douze groupes ponctuels tels qu'au moins un de leurs groupes d'espace a le réseau hexagonal comme réseau sous-jacent, et est l'union du système cristallin hexagonal et du système cristallin trigonal.
| Famille cristalline | Hexagonale | Hexagonale | Hexagonale    |
| ------------------- | ---------- | ---------- | ------------- |
| Système cristallin  | Hexagonal  | Trigonal   | Trigonal      |
| Réseau de Bravais   | Hexagonal  | Hexagonal  | Rhomboédrique |
| Symbole de Pearson  | hP         | hP         | hR            |
| Maille cristalline  | Hexagonale | Hexagonale | Rhomboédrique |
| Exemples            | Béryl      | Quartz α   | Dolomite      |

52 groupes d'espace lui sont associés, qui sont exactement ceux dont le réseau de Bravais est soit hexagonal soit rhomboédrique.
| Système cristallin | Symétries minimales requises | Groupes ponctuels | Groupes d'espace | Réseaux de Bravais | Système réticulaire |
| ------------------ | ---------------------------- | ----------------- | ---------------- | ------------------ | ------------------- |
| Trigonal           | 1 axe de rotation d'ordre 3  | 5                 | 7                | 1                  | Rhomboédrique       |
| Trigonal           | 1 axe de rotation d'ordre 3  | 5                 | 18               | 1                  | Hexagonal           |
| Hexagonal          | 1 axe de rotation d'ordre 6  | 7                 | 27               | 1                  | Hexagonal           |